# Gustavo Lombardi
Gustavo Adrián Lombardi (nacido el 10 de septiembre de 1975) es un exfutbolista profesional y actual periodista deportivo argentino que jugaba como defensor. Se desempeñó como defensor por la derecha o volante por la derecha en River Plate, en España jugó en UD Salamanca y Deportivo Alavés, y en Inglaterra para el Middlesbrough. Actualmente es periodista deportivo, forma parte del programa Sportia en TyC Sports y también comenta partidos en esta señal y por Radio Mitre.

## Trayectoria
Se formó en las inferiores del River Plate jugando como lateral derecho, también fue utilizado en algunas ocasiones como volante por la derecha.
También formó parte de los seleccionados juveniles de su país y habiendo ganado la Copa Mundial de Fútbol Juvenil de 1995, del mismo modo supo integrar la selección mayor Argentina en un par de ocasiones.
A los 27 años, decidió su retiro definitivo del fútbol profesional a una temprana edad, no por motivos físicos, sino por razones de motivación. En ese momento comentaba en una entrevista: “La mayoría de los profesionales aman el fútbol y lo ponen por encima de casi todo. Yo no. Me gustaba, pero no era lo más importante de mi vida. Tenía que relegar un montón de cosas más importantes. Eso me generaba una contradicción y me molestaba bastante. Empecé a sentir rechazo. Soy consciente de que para rendir bien necesitaba estar al ciento por ciento; no soy como otros que al 50 por ciento siguen siendo importantes. Y no estaba para ese esfuerzo mental”.

## Clubes
| Equipo           | País       | Año       |
| ---------------- | ---------- | --------- |
| River Plate      | Argentina  | 1994-1997 |
| UD Salamanca     | España     | 1997-1998 |
| Middlesbrough    | Inglaterra | 1998-1999 |
| River Plate      | Argentina  | 1999-2002 |
| Deportivo Alavés | España     | 2002      |

## Selección nacional
| Año  | Equipo            | Partidos | Goles |
| ---- | ----------------- | -------- | ----- |
| 1991 | Argentina Sub-17  | 6        | 0     |
| 1995 | Argentina Sub-20  | 6        | 0     |
| 1996 | Argentina Sub-23  | 9        | 0     |
| 1998 | Argentina Mayores | 2        | 0     |

## Palmarés

### Torneos nacionales
| Título           | Club        | País      | Año    |
| ---------------- | ----------- | --------- | ------ |
| Primera División | River Plate | Argentina | A-1996 |
| Primera División | River Plate | Argentina | C-1997 |
| Primera División | River Plate | Argentina | A-1997 |
| Primera División | River Plate | Argentina | A-1999 |
| Primera División | River Plate | Argentina | C-2000 |

### Torneos internacionales
| Título                 | Club             | País      | Año  |
| ---------------------- | ---------------- | --------- | ---- |
| Copa Mundial Sub-20    | Argentina sub-20 | Catar     | 1995 |
| Copa Libertadores      | River Plate      | Argentina | 1996 |
| Supercopa Sudamericana | River Plate      | Argentina | 1997 |